# 京都府立西宇治高等学校
京都府立西宇治高等学校（きょうとふりつにしうじこうとうがっこう）は、かつて京都府宇治市に所在した府立の単位制・全日制・普通科の高等学校。

## 概要
京都府立高校初の単位制高校で、単位制は1997年に導入された。
巨椋池干拓地の端に位置し、南側は住宅地が広がり、北側は主に水田である。
4階建てと5階建ての校舎に加えて、2008年に2階建ての新校舎が竣工した。図書室やコンピュータルーム、多目的ホール、統合後に設置される専門学科の教室などがある。
2学期制を導入しているが、統合後は3学期制になった。
校章は、全体の形は「西」をデザイン化しており、中央にかつて巨椋池に繁茂していた盛り上がった菱の実を配置したものを使用している。
2009年（平成21年）3月31日をもって閉校。同年4月1日、旧京都府立城南高等学校と統合され、京都府立城南菱創高等学校（きょうとふりつじょうなんりょうそうこうとうがっこう）が旧西宇治高等学校の校地に開校した。

## 沿革
- 1977年（昭和52年）4月1日 京都府立西宇治高等学校（全日制・普通科のみ） 開校（山城北通学圏）
- 1997年（平成9年） 単位制導入（通学区域を府内全域に拡大）、単位制1期生が入学（第21期生162名）
- 2001年（平成13年） 2学期制導入
- 2006年（平成18年） 京都府立城南高等学校と統合されることが決定。
- 2009年（平成21年）3月31日 閉校。

## 設置学科
- 普通科（単位制・全日制）

## 進学状況
2004年度（平成16年度）
- 国公立大学 23名（大阪大学1名、神戸大学1名、京都工芸繊維大学2名、滋賀大学6名、滋賀県立大学5名、京都大学1名（H15年卒・一浪）他）
- 私立大学 297名（関西大学26名、関西学院大学6名、同志社大学23名、立命館大学19名、龍谷大学49名、京都産業大学24名他）
- 短期大学 45名（京都市立看護短期大学3名、京都女子大学短期大学部7名他）
- 専門学校 28名
- 就職 3名

## 統廃合
- 2009年度（平成21年度）に、西宇治高校と京都府立城南高等学校とを廃止し、現在の西宇治高校の校地に、承継校として全日制単位制普通科・専門学科を置く京都府立城南菱創高等学校が設置される（平成18年京都府条例第32号により設置条例が改正済み）[1]。これに対して、城南高校の在校生・一部の卒業生・地域住民などによる反対があったものの、決定を覆すだけの根拠を見出し得なかった。

- 統合に先立ち、平成20年度秋季京都府高等学校野球大会には、西宇治高校と城南高校が、統廃合が予定される学校に認められる統合チームとして「城南菱創」の名前で参加した[2] 。

## 著名な出身者
- 羽野晶紀 - 女優。
- 横山由依[3] - タレント。元AKB48。在学中に統合
- 桜のどか - 女優。元アリス十番、元仮面女子。
- 大槻優平 - 元サッカー選手